# بولوتو (فردوس)
بولوتو (بالإنجليزية: Bulotu)‏ فردوس في معتقد أهل تونغا في بولينيزيا حيث تعيش أرواح الموتى حياة مباركة. وبولوتو هو مكان غني بالأشجار المثمرة والبراعم الجميلة.